# Système Aurard
Le système Aurard est une forme que peut revêtir un tour préliminaire lors d'un compétition sportive comportant une phase éliminatoire.
Dans ce système, qui se distingue de celui des poules, on regroupe les candidats ou équipes candidates par groupes de quatre, puis on les fait s'affronter selon trois phases :
1. Les équipes se rencontrent une fois deux à deux ;
2. Les deux gagnants de ces deux premières rencontres s'affrontent alors, tandis que les deux perdants se rencontrent également ;
3. Le vainqueur des vainqueurs est qualifié pour la phase finale, et le perdant des perdants est éliminé ; le perdant des gagnants et le gagnant des perdants se trouvent quant à eux en match de barrage ;
4. Le gagnant du barrage passe en phase finale, le perdant est éliminé.

Ce système est notamment en usage lors des tournois boulistes.